# Symplocos subsecunda
Symplocos subsecunda är en tvåhjärtbladig växtart som beskrevs av August Brand. Symplocos subsecunda ingår i släktet Symplocos och familjen Symplocaceae. Inga underarter finns listade i Catalogue of Life.